# Лисана, Анита
Анита Лисана (исп. Anita Lizana, в замужестве Эллис, Ellis; 19 ноября 1915, Сантьяго — 21 августа 1994, Ферндаун, Великобритания) — чилийская теннисистка-любительница. Чемпионка США и первая ракетка мира в 1937 году.

## Биография
Анита Лисана родилась в 1915 году в чилийской семье с богатыми теннисными традициями. Её дядя Аурелио Сантьяго был лучшим теннисистом-любителем Чили начала XX века, и лишь нехватка средств в эпоху, когда успешные выступления на турнирах никак не оплачивались, не позволила ему достичь существенных успехов на международной арене. Отец Аниты, Роберто, был теннисным тренером и работал в Немецком теннисном клубе в Кинта-Нормаль. Теннисным воспитанием девочки они оба занимались сообща.
Все братья Аниты также играли в теннис. Сама Анита, третий ребёнок в семье из шести, впервые взяла в руки ракетку в шесть лет. В 11 лет она приняла участие в своём первом любительском турнире, а в 1930 году уже выиграла взрослый чемпионат Чили, затем защищая этот титул ежегодно вплоть до 1934 года. Маленькая чилийка, прозванная за свои габариты «Крыской» (исп. La Ratita), демонстрировала добротную игру на задней линии и отличное движение по корту, а её сильнейшим оружием были обводящие и укороченные удары.
В 1935 году Лисане организовали поездку на соревнования в Европу, собрав для этой цели 120 тысяч песо, и в следующем году Анита выиграла свои первые европейские турниры, а на Уимблдоне дошла до четвертьфинала. В четвертьфинале она уступила будущей чемпионке, посеянной под первым номером Хелен Джейкобс, причём вела со счётом 4:2, 30:0 в третьем, решающем сете. В авторитетном рейтинге сильнейших теннисисток мира, составляемом ежегодно спортивными обозревателями газеты Daily Telegraph, Лисана по итогам 1936 года заняла восьмое место.
В 1937 году Лисана второй год подряд дошла до четвертьфинала на Уимблдоне, а на чемпионате США преподнесла сенсацию, дойдя до финала и обыграв в нём со счётом 6-4, 6-2 польскую спортсменку Ядвигу Енджеёвскую. Это был первый в истории турнира женский финал, разыгранный между двумя иностранками, и первая в истории победа теннисистки из Латинской Америки на турнирах Большого шлема. Лисана стала второй зарубежной теннисисткой, победившей на чемпионате США, после ирландки Мейбл Кэхилл, становившейся чемпионкой в начале 1890-х годов. По итогам года Лисана была поставлена в рейтинге Daily Telegraph на первое место, а по возвращении на родину удостоилась аудиенции у президента Артуро Алессандри.
В 1938 году Анита Лисана вышла замуж за шотландца Рональда Эллиса и переехала в Данди. По окончании этого сезона, ознаменованного выходом в четвертьфинал Уимблдонского турнира в женском парном разряде, она объявила о том, что прекращает выступления. В браке с Эллисом у неё родились три дочери. После Второй мировой войны Анита вернулась на корт, выиграв несколько местных турниров в смешанных парах с мужем и став чемпионкой Шотландии. В общей сложности она выиграла за время выступлений 17 турниров в одиночном разряде, два в женских парах и пять в миксте, завоевав титулы чемпионки Чили, Швеции и Шотландии. В 1966 году Анита ещё вышла на корт в рамках теннисного чемпионата Южной Америки, куда получила персональное приглашение от президента Чили Эдуардо Фрея Монтальвы.
Анита Лисана-Эллис скончалась в 1994 году от рака в Ферндауне (Англия). Её прах похоронен в Данди, рядом с могилой мужа.

## Признание заслуг
В честь Аниты Лисаны назван теннисный комплекс, входящий в структуру Национального стадиона в Сантьяго и улица в городе Кокимбо.